# كارين جاي وليامز
كارين جاي وليامز (بالإنجليزية: Karen J. Williams)‏ هي قاضية أمريكية، ولدت في 4 أغسطس 1951 في الولايات المتحدة، وتوفيت في 2 نوفمبر 2013 في أورانجبورغ في الولايات المتحدة بسبب مرض آلزهايمر.